# Ashikaga Yoshimitsu
Ashikaga Yoshimitsu (足利 義満?   25 de septiembre de 1358 - 31 de mayo de 1408) fue el tercer shōgun del shogunato Ashikaga. Comenzó a gobernar en 1368 hasta su abdicación en 1394. Fue hijo del segundo shōgun Ashikaga Yoshiakira.

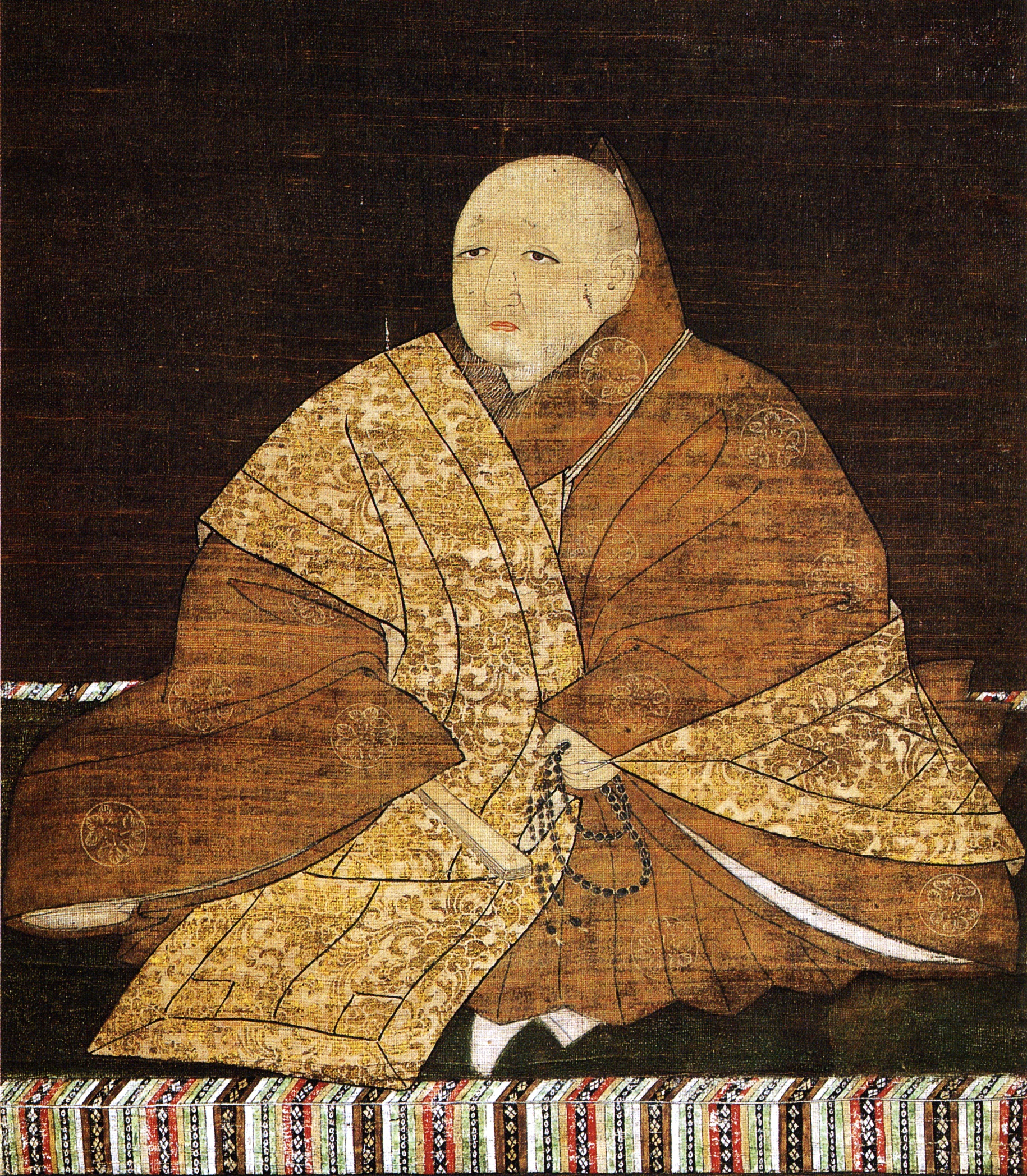
Ashikaga Yoshimitsu.

Fue nombrado shōgun a la edad de nueve años cuando su padre falleció. En 1378 construye su residencia en la sección de Muromachi en la capital de Kioto; por eso a veces el shogunato es referido como shogunato Muromachi y el período como Muromachi.
Unió la Corte del Norte y la Corte del Sur, finalizando el período de Nanboku-chō en 1392. Afirmó la autoridad del shogunato y suprimió el poder de los daimyō.
En 1394 abdicó en favor de su hijo Ashikaga Yoshimochi, aunque ejerció poder hasta su muerte. En 1404 el navegante chino Zheng He viajó a Japón para entrevistarse con él, quienes los chinos lo titularon como "El Rey de Japón".
Sus últimos días los pasó en el templo Kinkaku-ji, construido en 1397 exclusivamente como su lugar de retiro. Murió en 1408.